# Mikaël Ross

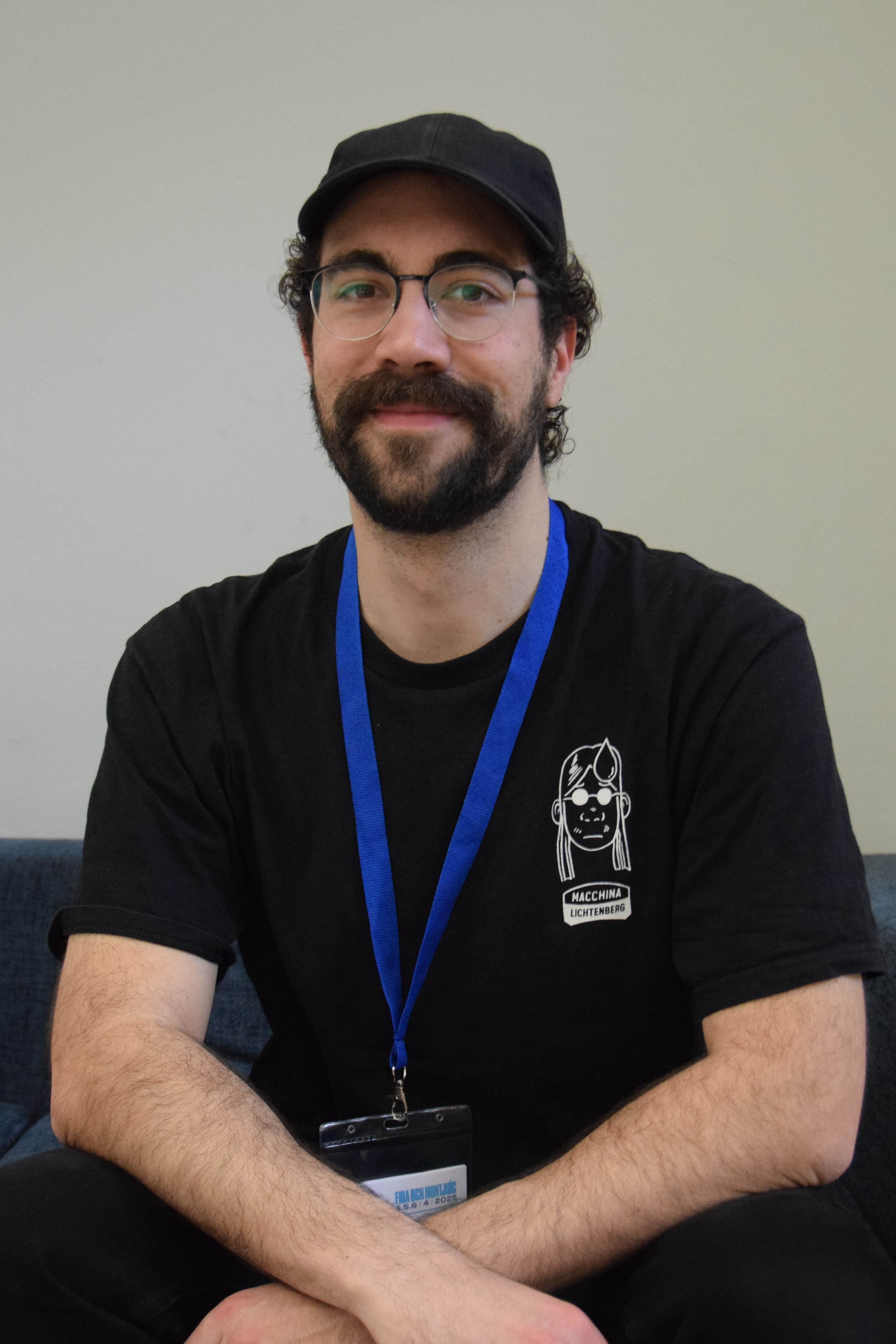
Mikaël Ross bei der Comic Messe in Barcelona (2025).

Mikaël Ross (* 1984 in München) ist ein deutscher Comic-Künstler und Illustrator.

## Leben und Werk
Von 2004 bis 2007 wurde Mikaël Ross zum Theaterschneider an der Bayerischen Staatsoper ausgebildet. Im Anschluss an seine Ausbildung studierte Ross Modedesign an der Kunsthochschule Berlin-Weißensee, das Studium schloss er 2013 erfolgreich ab. Beeinflusst durch Umzug und Studium entstand sein Comicdebüt Herrengedeck, das Ross 2008 im Eigenverlag veröffentlichte. Während seines Studienaufenthaltes am École Supérieure des Arts Saint-Luc in Brüssel lernte er den Belgier Nicolas Wouters kennen. Mit Wouters als Autor zeichnete Ross die Comics Lauter Leben! (französisch Les pieds dans le béton) und Totem, beide Werke erschienen bei Éditions Sarbacane in den Jahren 2013 respektive 2016. Die deutsche Übersetzung brachte der avant-verlag 2014 beziehungsweise 2016 heraus.
Im Jahr 2018 veröffentlichte der avant-verlag Der Umfall, Ross hat die Geschichte sowohl gezeichnet als auch geschrieben. Das Comicalbum erschien nach zweijähriger Recherche zum 150-jährigen Jubiläum der Evangelischen Stiftung Neuerkerode. Ross begab sich ohne viel Vorwissen nach Neuerkerode. 2020 war der Comicautor einer von mehreren Künstlern, die zur dritten Ausgabe des Kindercomic-Magazins Polle beitrugen. Im selben Jahr erschien zum 250. Geburtstag von Ludwig van Beethoven die Graphic Novel Goldjunge. Mikaël Ross folgt darin in verschiedenen Episoden den Kindheits- und Jugendjahren Beethovens, er schildert etwa Beethovens Übersiedelung 1792 nach Wien, um Schüler bei Joseph Haydn zu werden.
Sein 2024 erschienener Comic-Roman Der verkehrte Himmel wurde im Januar 2025 mit dem Luchs des Monats ausgezeichnet.

## Veröffentlichungen
- Herrengedeck. Comic. Eigenverlag, 2008.
- Lauter Leben! Comic mit Nicolas Wouters. avant-verlag, 2014, ISBN 978-3-945034-02-6.
- Totem. Comic mit Nicolas Wouters. avant-verlag, 2016, ISBN 978-3-945034-52-1.
- Der Umfall. Comic. avant-verlag, 2018, ISBN 978-3-945034-94-1.
- Das Gewand im Mittelalter: Schnittzeichnungen und Textanleitungen. Sachbuch mit Sven Jungclaus. Books on Demand, 2018, ISBN 978-3-7481-2876-2.
- Die Herrenschneiderei: Grundschnitte selbst erstellen. Sachbuch mit Sven Jungclaus. Books on Demand, 2018, ISBN 978-3-7386-1465-7.
- Polle #3. Kindercomic-Magazin unter anderem mit einem Beitrag von Mikaël Ross. Rathje & Elbel, 2020, ISBN 978-3-9821942-0-2.
- Goldjunge. Comic. avant-verlag, 2020, ISBN 978-3-96445-041-8.
- Der verkehrte Himmel. Comic. avant-verlag, 2024, ISBN 978-3-96445-108-8.

## Rezeption
Für Andreas Platthaus setzt der Künstler nach Lauter leben! und Totem seine Zeichnerkarriere mit Der Umfall schlüssig fort, in der FAZ beschreibt er die perfektionierten Buntstiftzeichnungen als „Geniestreich durch Geniestrich“. Der Umfall sei zweifellos ein Höhepunkt, auch weil Ross erstmals selbst als Erzähler auftritt. Regina Voss lobt bei Deutschlandfunk Kultur, dass der Autor konsequent die Perspektive der Hauptfigur Noel einnehme. Außerdem merke man dem Text an, dass Ross lange vor Ort recherchiert habe. Die meist kräftigen mal vorsichtigen Buntstiftszeichnungen verleihen dem Werk eine „große Lebendigkeit“.
In seinem Werk Goldjunge erzähle Ross vom „unbeirrten Willen des jungen Genies [Ludwig van Beethoven], dem Weg der Musik zu folgen“. All der Tragik und Schwere begegne Ross wiederholt mit „komischen und auch wunderbar frechen Augenblicken“, zum Beispiel wenn Beethoven seine Brüder immer wieder mit dem Wort „Hirnfresser“ necke. Laut Thomas Greven in Comixene präsentiere Ross die Kindheit und Jugend Beethovens mit großem Erzählreichtum und grafischer Finesse. Mit Hilfe seiner „dynamische[n], farbenprächtige[n] Bilder“ setze Ross die Biographie gekonnt um und sprenge dabei immer wieder „Panelränder und Seitenlayout“. In dem lesenswerten Werk lägen „Komödie, Tragödie und Triumph“ eng beieinander.

## Auszeichnungen
- 2016: Pépite des Grands für Totem in der Kategorie Bande Dessinée (französisch für „Comicheft“) auf dem Salon du livre et de la presse jeunesse im Département Seine-Saint-Denis[12]
- 2017: Rudolph-Dirks-Award für Totem in der Kategorie Jugenddrama / Coming of Age
- 2018: Comic-Stipendium der Kulturverwaltung des Berliner Senates dotiert mit 16.000 EUR[3][13]
- 2019: Rudolph-Dirks-Award für Der Umfall in den Kategorien Gesellschaftsdrama / Slice of Life und Deutschland – Zeichnungen
- 2020: Max-und-Moritz-Preis für Der Umfall als Bester deutschsprachiger Comic.